# Calvarula excavata
Calvarula excavata är en svampart som beskrevs av Zeller 1939. Calvarula excavata ingår i släktet Calvarula och familjen stinksvampar.   Inga underarter finns listade i Catalogue of Life.